# Baden-Marathon

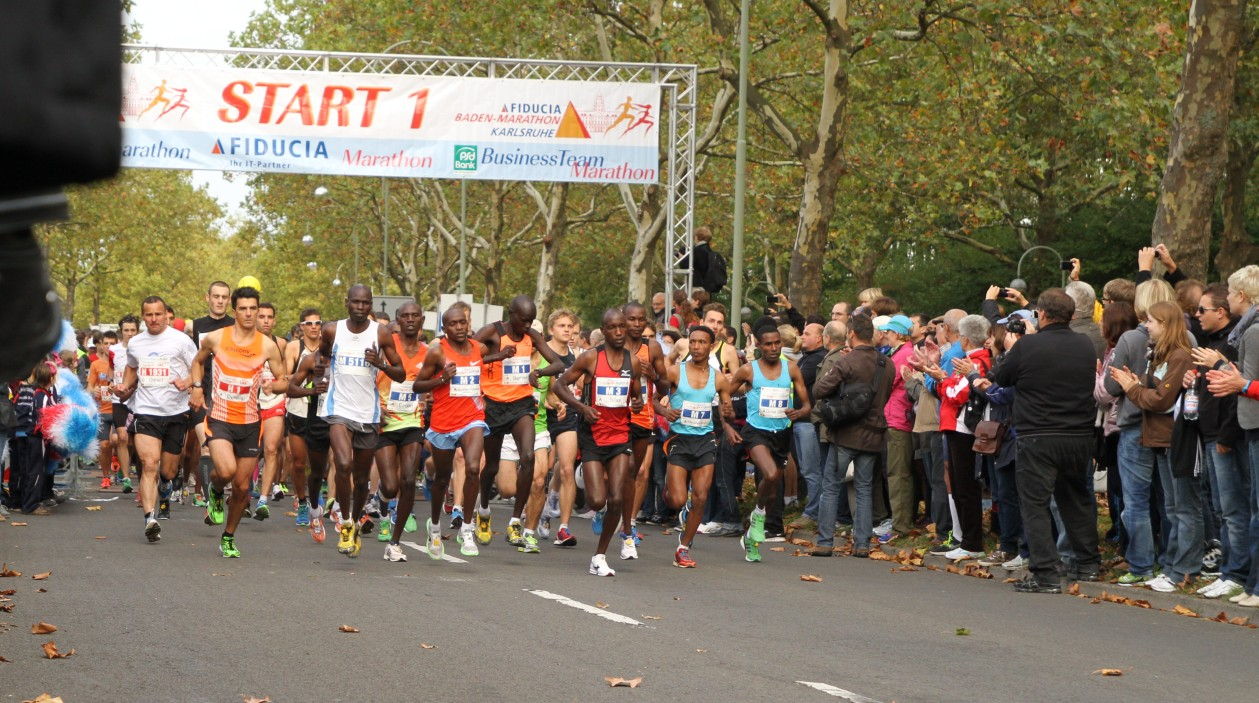
Start des Baden-Marathons 2012

Der Baden-Marathon (offizielle Namen seit 2005 FIDUCIA Baden-Marathon Karlsruhe, seit 2013 Fiducia & GAD Baden-Marathon, seit 2022 Atruvia Baden-Marathon) ist ein Marathon in Karlsruhe, der seit 1983 jährlich im September stattfindet. Er war nach dem Berlin-Marathon der zweitälteste, bis zur COVID-19-Pandemie ununterbrochen ausgetragene City-Marathon Deutschlands. Seit 1991 wird auch ein Halbmarathon angeboten, der die lange Strecke bald an Popularität überflügelte und mittlerweile zu den größten in Deutschland zählt. Außerdem gehören Walking, Nordic Walking und ein „Business-Team-Marathon“ zum Programm. 1990 fand im Rahmen des Baden-Marathons die Deutsche Marathonmeisterschaft statt.

## Streckenverlauf
Der Baden-Marathon wird über zwei unterschiedliche Runden gelaufen, wobei nach der ersten Runde etwa 200 Meter vor dem Ziel die Marathonweiche kommt, an der die Teilnehmer des Halbmarathons in das Ziel abbiegen. Auch die Läufer, die für die ganze Strecke angemeldet sind, können hier in das Ziel laufen und werden dann in die Wertung des Halbmarathons aufgenommen.
Start und Ziel befinden sich an der Europahalle Karlsruhes. Von dort geht es in der ersten Runde über die Kriegsstraße durch die Oststadt (Karlsruhe) nach Durlach. In Durlach biegt die Strecke in Richtung Rüppurr ab und führt von dort zum Ziel an der Europahalle. Die Strecke ist bis hierhin durchgehend asphaltiert und daher recht schnell zu laufen.
Die zweite Runde verläuft seit 2004 im Gegensatz dazu durch die Günther-Klotz-Anlage, ein traditionelles Läuferrevier, und über mehrere Kilometer an der Alb entlang. Über Mühlburg geht es dann nach Karlsruhe, wobei die Strecke zuerst durch den Karlsruher Schlossgarten und ab Kilometer 36 durch die Karlsruher Innenstadt zum Ziel führt. Wegen insgesamt vier Brücken und einem teilweise unasphaltierten Streckenverlauf ist die zweite Runde schwerer zu laufen als die erste, weswegen die Strecke, obwohl sie relativ flach ist, nicht zu den allerschnellsten gehört.

## Besonderheiten im Umfeld des Laufes

### Zugläufer
Brems- und Zugläufer gibt es inzwischen bei fast jedem größeren Marathon, so auch in Karlsruhe. Bei 2:59 beginnend und in 15 Minutenschritten führen Tempomacher zur gewünschten Zielzeit.

### Bodypainting/Kunstperformance
Neben dem eigentlichen Wettkampfgedanken ist es Ziel des Baden-Marathons, die Laufveranstaltung nicht nur unter dem rein sportlichen Aspekt durchzuführen, sondern durch die Integration von Kunst  in jeglicher Form den Baden-Marathon weiter interessant zu gestalten. Zu diesem Aspekt trägt das „Körperbemalen“, das seit 2001 beim Baden-Marathon durchgeführt wird, bei.
Ein Läufer berichtete dem Organisationsteam des Baden-Marathons begeistert von einer Kunstaktion der Künstlerin Bettina Amann auf einer Burg, bei der sie ihn als körperbemalten griechischen Gott Hermes bzw. römischen Gott Merkur gestaltete. „Merkur“ brachte die göttliche Botschaft als erster bemalter Läufer quasi zum Baden-Marathon. So wurde der Kontakt zwischen der Künstlerin Bettina Amann und dem Baden-Marathon hergestellt.
Bettina Amann bemalte am Marathontag zusammen mit ihrem Team aus 2 bis 3 wechselnden Helfern in aller Frühe vor dem Start bis zu 20 Läufer nach einem Konzept, bei dem Wort in bewegtes Bild umgesetzt wird. Eines der Konzepte der Künstlerin war es, dass der unterste Farbauftrag mehr oder weniger wasserfest ist, die oberen Schichten hingegen wasserlöslich. Diese Idee der Künstlerin Amann führte dazu, dass die „Laufende Kunst“ am Start anders aussah als am Ziel, da sich die wasserlösliche Farbe durch das Schwitzen ablöste.
Seit 2007 macht Melanie Möck Bodypainting mit Läufern beim Baden-Marathon.

### Kunst
Seit 2004 sind die Kilometerschilder künstlerisch gestaltet.
2007 wurde das Projekt „Karlsruher Klangstrahlen“ realisiert, wobei die Läufer auf den letzten Kilometern mit einer eigens für diesen Anlass komponierten Musik beschallt wurden.

### Finishermedaille
Seit 2002 erhält jeder Finisher sowohl des Marathon als auch des Halbmarathon eine Medaille auf der ein bedeutendes Gebäude aus Baden abgebildet ist.
Es sind dies bislang
- Das Karlsruher Schloss (2002)
- Das Freiburger Münster (2003)
- Das Heidelberger Schloss (2004)
- Das Rastatter Schloss (2005)
- Das Schloss Bruchsal (2006)
- Die Karlsruher Pyramide (2007)

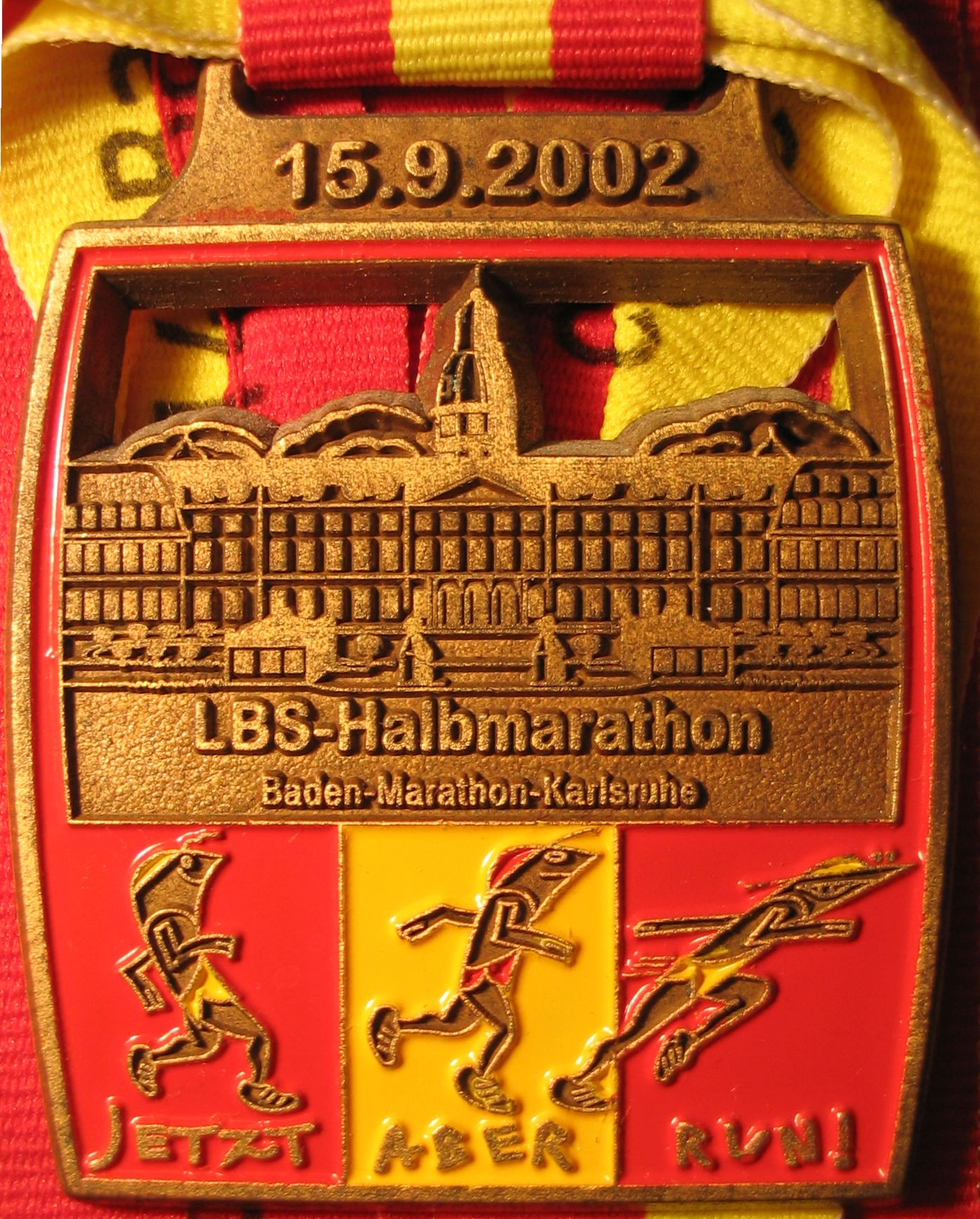
Finishermedaille 2002
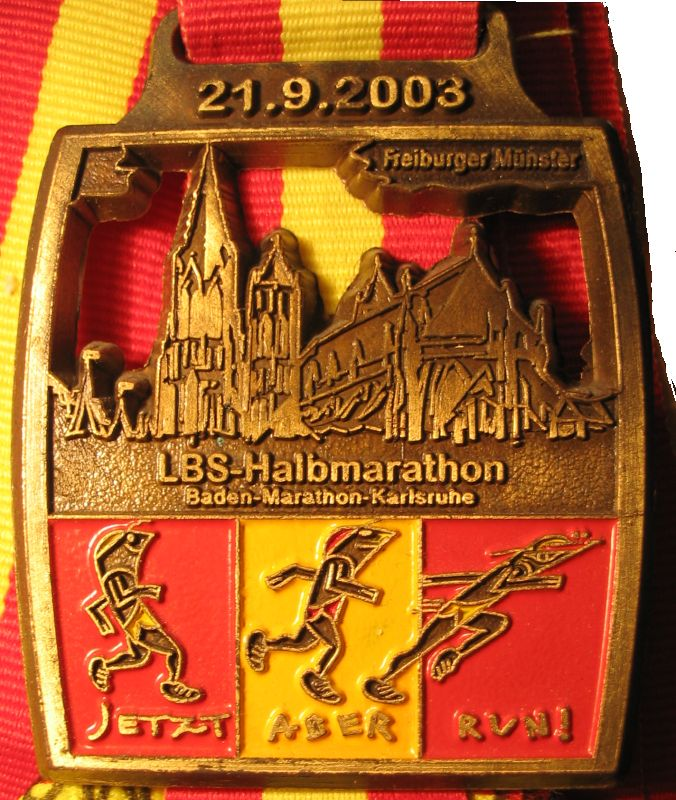
Finishermedaille 2003
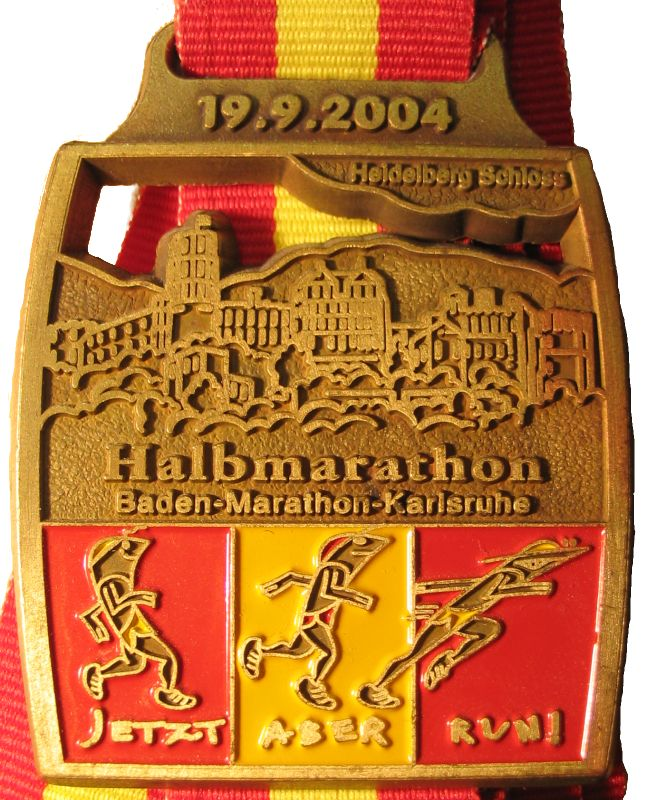
Finishermedaille 2004
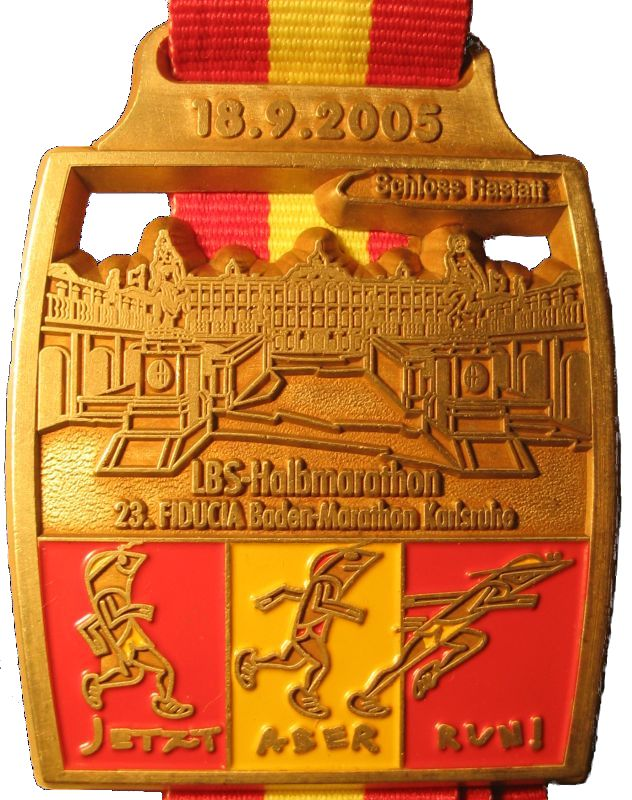
Finishermedaille 2005

## Statistiken

### Streckenrekorde
Marathon
- Männer: 2:09:07 h, Joel Kiptoo (KEN), 2009
- Frauen: 2:34:38 h, Joyce Kandie (KEN), 2012

Halbmarathon
- Männer: 1:02:46 h, Charles Ngolepus (KEN), 2008
- Frauen: 1:12:38 h, Eunice Jepkorir (KEN), 2006

### Siegerlisten
Quellen: laufinfo.de, ARRS, Ergebnisdatenbank des Veranstalters

#### Marathon

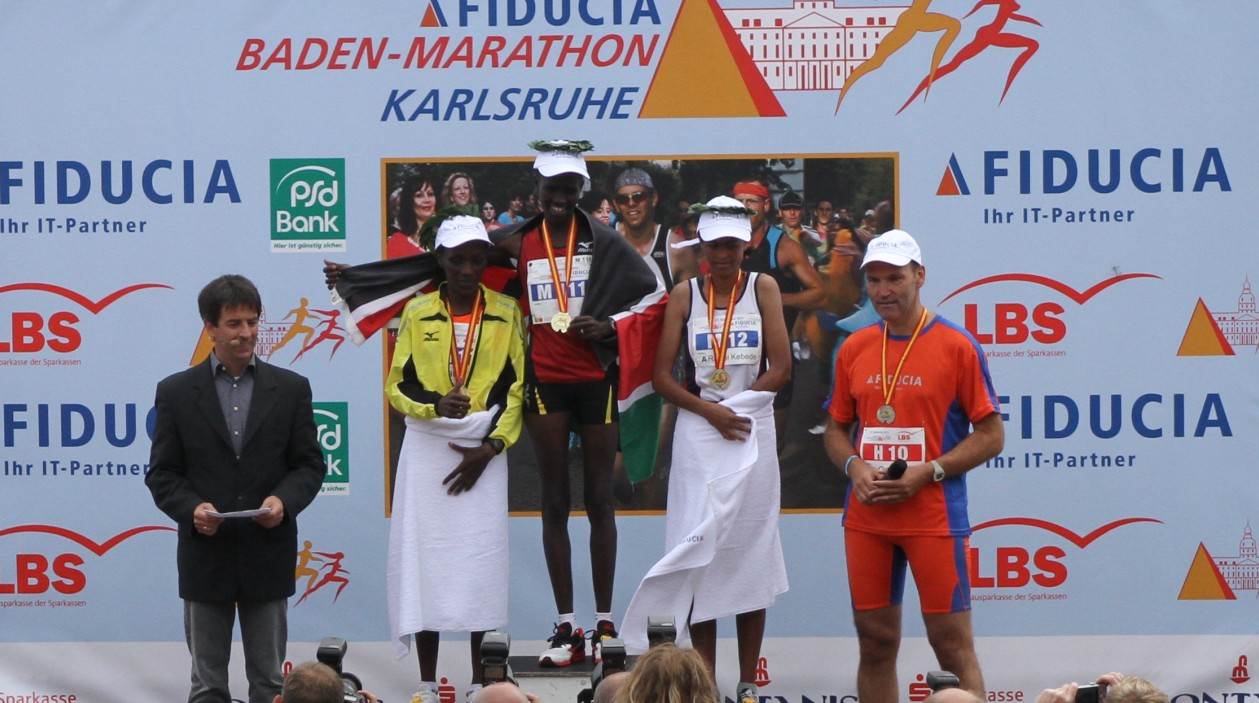
Siegerehrung Marathonfrauen 2012

| Datum         | Männer                  | Nation                 | Zeit    | Frauen                      | Nation      | Zeit    |
| ------------- | ----------------------- | ---------------------- | ------- | --------------------------- | ----------- | ------- |
| 18. Sep. 2022 | Simon Stützel -5-       | Deutschland            | 2:25:32 | Sabrina Roth                | Deutschland | 3:14:07 |
| 22. Sep. 2019 | Jannik Arbogast         | Deutschland            | 2:28:57 | Gabriela Rocha              |             | 3:02:03 |
| 23. Sep. 2018 | Simon Stützel -4-       | Deutschland            | 2:24:37 | Simone Raatz -3-            | Deutschland | 2:55:44 |
| 17. Sep. 2017 | Simon Stützel -3-       | Deutschland            | 2:25:50 | Simone Raatz -2-            | Deutschland | 2:54:13 |
| 25. Sep. 2016 | Simon Stützel -2-       | Deutschland            | 2:26:21 | Simone Raatz                | Deutschland | 2:55:38 |
| 20. Sep. 2015 | Simon Stützel           | Deutschland            | 2:25:21 | Corinna Rinke               | Deutschland | 3:23:52 |
| 21. Sep. 2014 | Dawid Kabede            | Äthiopien              | 2:27:09 | Natascha Bischoff           | Deutschland | 3:21:28 |
| 22. Sep. 2013 | David Kipsang           | Kenia                  | 2:12:09 | Zherfe Worku                | Äthiopien   | 2:34:49 |
| 23. Sep. 2012 | Samwel Maswai -2-       | Kenia                  | 2:11:46 | Joyce Kandie                | Kenia       | 2:34:38 |
| 18. Sep. 2011 | Samwel Maswai           | Kenia                  | 2:13:12 | Sally Barsosio              | Kenia       | 2:37:15 |
| 19. Sep. 2010 | David Mutai             | Kenia                  | 2:14:33 | Eve Rauschenberg            | Deutschland | 2:53:55 |
| 20. Sep. 2009 | Joel Kiptoo             | Kenia                  | 2:09:07 | Rosina Kiboino              | Kenia       | 2:43:08 |
| 21. Sep. 2008 | Ben Kimutai Kimwole -2- | Kenia                  | 2:14:14 | Irene Cherop Loritareng -2- | Kenia       | 2:35:53 |
| 16. Sep. 2007 | Ben Kimutai Kimwole     | Kenia                  | 2:14:36 | Irene Cherop Loritareng     | Kenia       | 2:39:04 |
| 24. Sep. 2006 | Bellor Minigwo Yator    | Kenia                  | 2:12:32 | Peris Poywo                 | Kenia       | 2:42:08 |
| 18. Sep. 2005 | Gideon Koech            | Kenia                  | 2:18:45 | Dorota Ustianowska -2-      | Polen       | 2:39:21 |
| 19. Sep. 2004 | Mykola Rudyk            | Ukraine                | 2:21:22 | Dorota Ustianowska          | Polen       | 2:44:24 |
| 21. Sep. 2003 | Amos Tirop Matui        | Kenia                  | 2:17:59 | Gabi Schöffmann             | Deutschland | 2:56:42 |
| 15. Sep. 2002 | Joseph Maina            | Kenia                  | 2:22:17 | Alemitu Bekele              | Äthiopien   | 2:44:30 |
| 16. Sep. 2001 | Samuel Okemwa           | Kenia                  | 2:19:09 | Anna Balošáková             | Slowakei    | 2:49:13 |
| 17. Sep. 2000 | Oleksandr Kusyn         | Ukraine                | 2:15:39 | Krystyna Pieczulis          | Polen       | 2:47:42 |
| 19. Sep. 1999 | Simon Terer             | Kenia                  | 2:21:25 | Gabi Rutkowski              | Deutschland | 2:59:58 |
| 20. Sep. 1998 | Wiesław Perszke         | Polen                  | 2:16:14 | Heike Bittler               | Deutschland | 2:58:36 |
| 21. Sep. 1997 | Ziedonis Zaļkalns       | Lettland               | 2:20:42 | Dana Hajná -2-              | Tschechien  | 2:42:46 |
| 22. Sep. 1996 | Eamonn Hyland -2-       | Vereinigtes Königreich | 2:19:22 | Dana Hajná                  | Tschechien  | 2:41:53 |
| 17. Sep. 1995 | Aleksandrs Prokopčuks   | Lettland               | 2:15:56 | Heike Gottheil              | Deutschland | 2:52:03 |
| 18. Sep. 1994 | Waleri Solotkow         | Russland               | 2:21:21 | Maria Bak                   | Deutschland | 2:46:39 |
| 19. Sep. 1993 | Wiktor Marjanenko       | Russland               | 2:22:52 | Ágota Farkas -2-            | Ungarn      | 2:39:09 |
| 20. Sep. 1992 | Eamonn Hyland           | Vereinigtes Königreich | 2:17:58 | Ágota Farkas                | Ungarn      | 2:39:41 |
| 15. Sep. 1991 | Othmar Schoop           | Deutschland            | 2:21:03 | Oxana Chrenkowa             | Russland    | 2:54:47 |
| 7. Okt. 1990  | Josef Oefele            | Deutschland            | 2:16:54 | Gabriela Wolf               | Deutschland | 2:36:47 |
| 17. Sep. 1989 | Jean Claude Pastel      | Frankreich             | 2:25:33 | Britta Liebing              | Deutschland | 2:53:34 |
| 18. Sep. 1988 | Michael Helber          | Deutschland            | 2:23:23 | Gertrud Huber -4-           | Deutschland | 2:53:00 |
| 20. Sep. 1987 | Stefan Braunmiller      | Deutschland            | 2:26:16 | Gertrud Huber -3-           | Deutschland | 2:59:49 |
| 21. Sep. 1986 | Klaus Löwenhagen        | Deutschland            | 2:23:52 | Gertrud Huber -2-           | Deutschland | 2:56:51 |
| 22. Sep. 1985 | Gerhard Izyk            | Deutschland            | 2:30:59 | Gertrud Huber               | Deutschland | 2:52:45 |
| 23. Sep. 1984 | Norbert Kleiber         | Deutschland            | 2:25:57 | Inge Röhrnbacher            | Deutschland | 3:01:03 |
| 18. Sep. 1983 | Otto Metzger            | Deutschland            | 2:30:13 | Petra Krehl                 | Deutschland | 3:09:27 |

#### Halbmarathon
| Datum | Männer                           | Nation      | Zeit    | Frauen                  | Nation      | Zeit    |
| ----- | -------------------------------- | ----------- | ------- | ----------------------- | ----------- | ------- |
| 2022  | Christian Burkhardt              |             | 1:12:14 | Sophia Kaiser           |             | 1:20:08 |
| 2019  | Yassin Osman                     |             | 1:07:28 | Isabel Leibfried        |             | 1:17:00 |
| 2018  | Omar Tareq                       |             | 1:08:33 | Nora Kusterer           |             | 1:19:23 |
| 2017  | Frederik Unewisse -2-            |             | 1:06:33 | Melina Tränkle -3-      | Deutschland | 1:17:29 |
| 2016  | Frederik Unewisse                |             | 1:08:49 | Melina Tränkle -2-      | Deutschland | 1:14:35 |
| 2015  | Jannik Arbogast                  | Deutschland | 1:06:50 | Melina Tränkle          | Deutschland | 1:13:45 |
| 2014  | Tobias Schreindl -2-             | Deutschland | 1:07:37 | Katarína Bérešová -3-   | Slowakei    | 1:14:12 |
| 2013  | Marcel Bräutigam                 | Deutschland | 1:07:28 | Katarína Bérešová -2-   | Slowakei    | 1:13:32 |
| 2012  | Tobias Schreindl                 | Deutschland | 1:06:13 | Christine Schleifer -5- | Deutschland | 1:14:27 |
| 2011  | Jan Förster                      | Deutschland | 1:06:38 | Christine Schleifer -4- | Deutschland | 1:16:09 |
| 2010  | Dennis Pyka -2-                  | Deutschland | 1:06:16 | Katarína Bérešová       | Slowakei    | 1:14:47 |
| 2009  | Dennis Pyka                      | Deutschland | 1:06:47 | Silvia Krull            | Deutschland | 1:18:17 |
| 2008  | Charles Ngolepus                 | Kenia       | 1:02:46 | Christine Schleifer -3- | Deutschland | 1:14:52 |
| 2007  | Miroslav Vanko                   | Slowakei    | 1:06:15 | Christine Schleifer -2- | Deutschland | 1:17:11 |
| 2006  | Martin Beckmann                  | Deutschland | 1:04:47 | Eunice Jepkorir         | Kenia       | 1:12:38 |
| 2005  | Julius Kiptum Rop                | Kenia       | 1:06:51 | Christine Schleifer     | Deutschland | 1:16:51 |
| 2004  | Grzegorz Głogosz                 | Polen       | 1:05:54 | Letitia Stroia          | Rumänien    | 1:19:02 |
| 2003  | Marek Dryja                      | Polen       | 1:06:50 | Aniela Nikiel -2-       | Polen       | 1:14:39 |
| 2002  | Michael Wolf                     | Deutschland | 1:04:22 | Aniela Nikiel           | Polen       | 1:16:43 |
| 2001  | Vladimír Vašek                   | Tschechien  | 1:07:01 | Ledysha Biwott          | Kenia       | 1:16:26 |
| 2000  | Krzysztof Jerz Przibylla         | Deutschland | 1:06:18 | Alena Močáriová         | Slowakei    | 1:16:34 |
| 1999  | Alexandr Bolchowitin             | Russland    | 1:05:56 | Marzena Helbik          | Polen       | 1:14:53 |
| 1998  | Rainer Wachenbrunner             | Deutschland | 1:07:36 | Sandra Riemann          | Deutschland | 1:16:06 |
| 1997  | Wolfgang Koch                    | Deutschland | 1:06:47 | Margret Ruppert         | Deutschland | 1:17:59 |
| 1996  | Klaus Schalk                     | Deutschland | 1:08:19 | Lidia Zentner -2-       | Deutschland | 1:20:58 |
| 1995  | Christian Bauer                  | Deutschland | 1:08:24 | Lidia Zentner           | Deutschland | 1:20:48 |
| 1994  | Mohemmed Issa                    | Tansania    | 1:04:31 | Monika Imgraben         | Deutschland | 1:21:43 |
| 1993  | Thomas Greger                    | Deutschland | 1:04:08 | Janina Malska           | Polen       | 1:16:24 |
| 1992  | Michael Zabel                    | Deutschland | 1:05:55 | Barbara Kirk            | Deutschland | 1:21:09 |
| 1991  | Dmitri Solowjew & Juri Michailow | Russland    | 1:06:07 | Irina Ruban             | Russland    | 1:14:53 |

### Entwicklung der Finisherzahlen
Läufer, die das Ziel erreichten:
| Jahr | Marathon | davon Frauen | Halbmarathon | davon Frauen |
| ---- | -------- | ------------ | ------------ | ------------ |
| 2022 | 542      | 100          | 2664         | 809          |
| 2019 | 844      | 169          | 4210         | 1248         |
| 2018 | 844      | 156          | 4260         | 1328         |
| 2017 | 702      | 131          | 3773         | 1590         |
| 2016 | 840      | 152          | 4047         | 1203         |
| 2015 | 963      | 147          | 4203         | 1258         |
| 2014 | 971      | 138          | 4282         | 1248         |
| 2013 | 1183     | 199          | 4963         | 1423         |
| 2012 | 1460     | 0248         | 5174         | 1479         |
| 2011 | 1232     | 0190         | 4636         | 1280         |
| 2010 | 1343     | 0233         | 4958         | 1402         |
| 2009 | 1510     | 0226         | 6009         | 1610         |
| 2008 | 1534     | 0219         | 5935         | 1621         |
| 2007 | 1690     | 0254         | 6182         | 1759         |
| 2006 | 1721     |              | 5642         |              |
| 2005 | 1948     |              | 5472         |              |
| 2004 | 2015     |              | 4956         |              |
| 2003 | 1735     |              | 4616         |              |
| 2002 | 1788     |              | 4060         |              |
| 2001 | 1670     |              | 3967         |              |
| 2000 | 1362     |              | 2982         |              |
| 1999 | 1173     |              | 2130         |              |
| 1998 | 0845     |              | 1444         |              |
| 1997 | 0847     |              | 1592         |              |
| 1996 | 0900     |              | 1579         |              |
| 1995 | 0961     |              | 1524         |              |
| 1994 | 1134     |              | 1553         |              |
| 1993 | 1055     |              | 1352         |              |
| 1992 | 1129     |              | 1186         |              |
| 1991 | 1291     |              | 1070         |              |
| 1990 | 2198     |              | ---          |              |
| 1989 | 1325     |              | ---          |              |
| 1988 | 1319     |              | ---          |              |
| 1987 | 1056     |              | ---          |              |
| 1986 | 1105     |              | ---          |              |
| 1985 | 1021     |              | ---          |              |
| 1984 | 0883     |              | ---          |              |
| 1983 | 0695     |              | ---          |              |

### Weitere Marathonläufe in Baden
- Freiburg-Marathon
- Mannheim-Marathon
- Schwarzwald-Marathon in Bräunlingen
- Hornisgrinde-Marathon in Bühlertal
- Kaiserstuhl-Wein-Marathon in Endingen am Kaiserstuhl

### Weitere Marathonläufe in der Umgebung
- Bienwald-Marathon in Kandel
- Rhein-Marathon in Maximiliansau